# Ursula (Den lille havfrue)
Ursula er en fiktiv skurkinde som først optrådte i Disneys animerede tegnefilm i spillefilms længde Den lille havfrue fra 1989. Den originale stemme er indtalt af skuespiller Pat Carroll, og senere dubbet til dansk af afdøde skuespiller Kirsten Rolffes. Begge stemmer er blevet brugt til figuren senere hen både til tv-serien, og originalstemmen er også blevet brugt til Playstation 2 spillet, Kingdom Hearts.
Hun er en havheks som "hjælper" ulykkelige folk og samtidig opnår sine egene mål. Fra taljen og ovenover har hun krop som en overvægtig lillahudet, hvidhåret menneskekvinde (formet efter drag-optræderen Divine), og fra taljen og nedad har hun fangarme som en sort blæksprutte. I tv-serien Den lille havfrue var hendes slags kaldt for en Octopan.

## Den Lille Havfrue
Havheksen Ursula var engang seniormedlem af Kong Triton's domhus, kongen af undervandsbyen Atlantica. Hun var oprindelidt tænkt som at skulle være hans søster, men den scene hvor dette bliver nævnt blev slettet. På grund af sin betagethed af sort magi og sit forræderi imod kongeriget, blev Ursula forvist og trak sig tilbage til sit tilflugtssted i en hemmelig hule på byens yderside med sine to muræner, Bundslam og Skidtslam. I mange år har hun overvåget byen og ventet efter sin chance for at tage hævn på Triton og overtage Atlantica's krone, og derved blive dronning af havene.